# Bert van der Zwaan
Bert van der Zwaan (Voorschoten, 2 februari 1952) is een Nederlands paleontoloog. 

## Biografie
Van der Zwaan studeerde geologie aan de Vrije Universiteit Amsterdam. Daarna promoveerde hij in 1982 aan de Universiteit Utrecht onder Cornelis Willem Drooger op het proefschrift Paleoecology of late miocene mediterranean foraminifera. Daarna werkte hij als senior docent-onderzoeker aan de Universiteit Utrecht. In 1991 werd hij benoemd tot hoogleraar biogeologie aan de Radboud Universiteit Nijmegen. Zijn benoeming tot gewoon hoogleraar biogeologie aan de Universiteit Utrecht volgde in 2003. Later werd hij de eerste wetenschappelijk directeur van het Darwin Center for Biogeology.
In 2006 werd hij benoemd tot decaan van de Faculteit Geowetenschappen van de Universiteit Utrecht. In 2008 trad hij terug als hoogleraar biogeologie aan deze universiteit, waarna hij zich toelegde op het management. In 2011 werd hij benoemd tot rector magnificus en in datzelfde jaar werd hij lid van het college van bestuur. In 2015 werden beide benoemingen voor een periode van vier jaar verlengd.
De verlenging van vier jaar zou Van der Zwaan niet volmaken, doordat hij op 26 maart 2018 met emeritaat ging. In maart van 2018 werd bekendgemaakt dat Van der Zwaan per 1 juni van hetzelfde jaar opgevolgd zou gaan worden door prof. dr. Henk Kummeling als rector magnificus van de Universiteit Utrecht.